# JSAT MOBILE Communications
JSAT MOBILE Communications株式会社（ジェイサット モバイル コミュニケーションズ）は、スカパーJSATグループに属するインマルサット通信事業者。日本の陸上、及び日本国外航行中のものを含む日本籍船舶に対してBGANサービスを提供している。

## 沿革
- 2008年8月 JSAT株式会社（現・スカパーJSAT株式会社）、Stratos Global Japan株式会社の出資により設立
- 2009年2月 総務省において電気通信事業者登録、通信サービス開始